# (2211) Hanuman
(2211) Hanuman (1951 WO2) – planetoida z pasa głównego asteroid okrążająca Słońce w ciągu 5,68 lat w średniej odległości 3,18 au. Odkryta 26 listopada 1951 roku.